# HMS Icarus (D03)
HMS Icarus (D03) là một tàu khu trục lớp I được Hải quân Hoàng gia Anh Quốc chế tạo ngay trước Chiến tranh Thế giới thứ hai, đã phục vụ cho đến khi xung đột kết thúc, và bị bán để tháo dỡ vào năm 1946.

## Thiết kế và chế tạo
Icarus được đặt hàng vào ngày 30 tháng 10 năm 1935 cho hãng John Brown and Company tại Clydebank, Scotland trong Chương trình Chế tạo Hải quân 1935. Nó được đặt lườn vào ngày 9 tháng 3 năm 1936, được hạ thủy vào ngày 26 tháng 11 năm 1936,và nhập biên chế vào ngày 1 tháng 5 năm 1937.
Icarus có trọng lượng choán nước tiêu chuẩn 1.370 tấn Anh (1.390 t), và lên đến 1.888 tấn Anh (1.918 t) khi đầy tải. Con tàu có chiều dài chung 323 foot (98,5 m), mạn thuyền rộng 33 foot (10,1 m) và chiều sâu của mớn nước là 12 foot 5 inch (3,8 m). Nó được cung cấp động lực bởi hai turbine hơi nước hộp số Parsons, dẫn động hai trục chân vịt, cung cấp một công suất tổng cộng 34.000 mã lực càng (25.000 kW) và cho phép có được tốc độ tối đa 36 hải lý trên giờ (67 km/h; 41 mph). Hơi nước được cung cấp cho các turbine bởi ba nồi hơi ống nước Admiralty 3 nồi. Nó mang theo tổng cộng 470 tấn Anh (480 t) dầu đốt, cho phép một tầm xa hoạt động 5.530 hải lý (10.240 km; 6.360 mi) khi di chuyển ở tốc độ đường trường 15 hải lý trên giờ (28 km/h; 17 mph). Thủy thủ đoàn của con tàu gồm 145 sĩ quan và thủy thủ trong thời bình.
Con tàu được trang bị bốn khẩu pháo QF 4,7 in (120 mm) Mk. IX 45-calibre trên các bệ nòng đơn. Cho mục đích phòng không, Icarus có hai khẩu đội súng máy Vickers 0,5 inch (12,7 mm) Mk.I bốn nòng. Nó còn có hai dàn 5 ống phóng ngư lôi trên mặt nước dành cho ngư lôi 21 in (530 mm). Một đường ray thả mìn sâu cùng hai máy phóng được trang bị, và ban đầu có 30 quả mìn sâu được mang theo, nhưng được tăng lên 35 quả không lâu sau khi chiến tranh nổ ra.

## Lịch sử hoạt động
Vào ngày 14 tháng 10 năm 1939, Icarus đã cùng các tàu khu trục Inglefield, Ivanhoe và Intrepid đánh chìm tàu ngầm U-boat Đức U-45 tại Khu vực Tiếp cận phía Tây. Đến ngày 29 tháng 11 năm 1939, nó phát hiện tàu ngầm U-35 giữa quần đảo Shetland và Bergen, Na Uy, nhưng không thể tấn công do hệ thống dò sonar ASDIC của nó gặp trục trặc. Các tàu khu trục Kingston và Kashmir được gọi đến nơi trong khi Icarus rời đi. Kingston đã tung ra cuộc tấn công bằng mìn sâu thành công, buộc chiếc U-boat phải nổi lên mặt biển và tự đánh đắm; toàn bộ 43 thành viên thủy thủ đoàn của U-35 đều sống sót. Sau đó Icarus tham gia vào Chiến dịch Na Uy năm 1940, thoạt tiên chặn bắt chiếc tàu tiếp liệu Đức Alster tải trọng 8.514 tấn Anh (8.651 t) vào ngày 11 tháng 4 (sau được đưa về Anh và đổi tên thành Empire Endurance), rồi sau đó tham gia trận Narvik thứ hai vào ngày 13 tháng 4 năm 1940.
Đến đầu tháng 5 năm 1941, Bộ Hải quân Anh được báo động về khả năng chiếc thiết giáp hạm Đức Bismarck sẽ tìm cách đột phá vào biển Bắc Đại Tây Dương; vì vậy Icarus được lệnh đi đến Scapa Flow để có thể được bố trí đối phó. Ngay sau nữa đêm ngày 22 tháng 5, nó khởi hành cùng với các tàu khu trục Achates, Antelope, Anthony, Echo và Electra để hộ tống cho chiếc tàu chiến-tuần dương Hood và thiết giáp hạm Prince of Wales đi phong tỏa các lối tiếp cận phía Bắc. Dự kiến là lực lượng sẽ được tiếp nhiên liệu tại Hvalfjord, Iceland, rồi lên đường canh phòng eo biển Đan Mạch. Chiều tối ngày 23 tháng 5, thời tiết trở xấu; đến 20 giờ 55 phút, Phó đô đốc Lancelot Holland trên chiếc Hood ra mệnh lệnh cho các tàu khu trục: "Nếu các bạn không thể duy trì tốc độ này, tôi sẽ tiếp tục đi mà không có các bạn. Hãy theo sau với tốc độ nhanh nhất có thể." Đến 02 giờ 15 phút sáng ngày 24 tháng 5, các tàu khu trục được lệnh phân tán ra ở khoảng cách 15 hải lý (28 km) để truy tìm về phía Bắc.
Lúc khoảng 05 giờ 35 phút, Hood nhìn thấy lực lượng Đức, và ngay sau đó Bismarck, có tàu tuần dương hạng nặng Prinz Eugen tháp tùng, cũng nhìn thấy đối thủ. Trong Trận chiến eo biển Đan Mạch diễn ra sau đó, cuộc đấu pháo bắt đầu lúc 05 giờ 52 phút. Đến 06 giờ 01 phút, Hood trúng một quả đạn pháo 38 cm (15 in) ngay vào hầm đạn phía sau, gây một vụ nổ khủng khiếp, và khiến nó chìm chỉ trong vòng hai phút. Icarus và các tàu khu trục khác lúc đó đang ở cách khoảng 60 hải lý (111 km). Nghe tin Hood bị chìm, Electra vội vã đến ngay hiện trường, đến nơi khoảng hai giờ sau khi Hood chìm xuống nước. Họ hy vọng sẽ tìm thấy nhiều người sống sót, đã chuẩn bị sẵn phương tiện để chăm sóc và cứu chữa y tế. Tuy nhiên, trong tổng số 94 sĩ quan và 1.321 thủy thủ trên chiếc Hood vào lúc đó, chỉ tìm thấy ba người sống sót. Electra đã vớt họ và tiếp tục cuộc tìm kiếm; không lâu sau đó Icarus và Anthony cũng tham gia tìm kiếm trong khu vực, nhưng chỉ phát hiện các mảnh gỗ, quần áo, vật dụng cá nhân, bè vỡ, và một ngăn tủ chứa đầy hồ sơ. Sau nhiều giờ tìm kiếm, họ rời khu vực. Với thời tiết lạnh ở một vĩ độ Bắc như vậy vào thời điểm đó trong năm, thời gian sống sót được dưới nước chỉ tính bằng phút, và ít có khả năng còn người nào sống sót dưới nước.
Sau đó nó tham gia chiến dịch Pedestal hộ tống một đoàn tàu vận tải tăng viện cho Malta vào tháng 8 năm 1942. Cho đến hết chiến tranh, nó còn tham gia đánh chìm thêm hai tàu ngầm Đức khác: vào ngày 6 tháng 3 năm 1944, nó cùng các tàu khu trục HMCS Chaudiere và HMCS Gatineau, tàu frigate HMCS St. Catharines và các tàu corvette Kenilworth Castle, HMCS Fennel và HMCS Chilliwack đánh chìm U-744 tại Bắc Đại Tây Dương; và vào ngày 21 tháng 1 năm 1945, nó cùng tàu corvette Mignonette đánh chìm U-1199 trong eo biển Manche gần quần đảo Scilly.
Icarus được cho ngừng hoạt động vào ngày 29 tháng 8 năm 1946, lườn tàu được bán cho hãng British Iron and Steel Corporation để tháo dỡ vào ngày 29 tháng 10 năm 1946, và nó được tháo dỡ tại Troon, Scotland.